# Förderprozessmanagement
Das Förderprozessmanagement (auch Fördermittelmanagement, Fördermittelverwaltung, Förderprogrammcontrolling) beschreibt die Steuerung von Förderprozessen bzw. Förderverfahren. Ziel des Förderprozessmanagements ist es, die Verteilung von Fördermitteln auf Basis gesetzlicher Grundlagen zu steuern und umzusetzen. Kern des Förderprozessmanagement sind die Fördermittel, durch die ein Gut oder eine Dienstleistung subventioniert werden. Hierzu bestehen eine Vielzahl verschiedener Förderarten (z. B. Förderungen für Einzelfälle, pauschale Förderungen oder Förderungen auf Basis von Jahresprogrammen), die kein einheitliches Muster hinsichtlich der Förderverfahren aufweisen. Beispiele sind auch Bankkredite für den Mittelstand, die Unterstützung umweltfreundlicher Energie oder in der Nachkriegszeit die Stützung des Preises der Steinkohle (siehe auch Wikipediatext zu 'Finanzielle Fördermittel').

## Förderprozess
Im Rahmen von Förderprozessen werden die Fördermittel sowohl auf Bundes- und Länderebene als auch auf kommunaler Ebene an antragstellende Personen oder Organisationen vergeben. Gesetzliche Regelungen stellen die Grundlage zur Realisierung von Förderprozessen dar. Der gesamte Förderprozess unterteilt sich in vier einzelne Prozessschritte:
1. Antragstellung: Um Fördermittel zu erhalten, haben entsprechende Personen oder Organisationen im ersten Prozessschritt des Förderprozesses einen Antrag zu stellen. Die Antragsstellung erfolgt hierbei, je nach Förderprogramm bzw. eingesetztem Verfahren, auf unterschiedliche Weise: komplett papiergebunden, halbelektronisch (d. h. das digitale Antragsformular muss noch ausgedruckt und versandt werden) oder vollelektronisch durch die Integration entsprechender IKT-Lösungen in das Förderverfahren.
2. Antragsbearbeitung: Nachdem der Antrag bei der verantwortlichen Behörde eingegangen ist, umfasst der nächste Prozessschritt die fachliche Prüfung und Bearbeitung des Förderantrags durch Sachbearbeiter. Dieser Prozessschritt hat entweder das Ergebnis Freigabe oder Ablehnung des Förderantrags.
3. Zuwendungsbescheid, d. h. Zustellung des Bescheids papiergebunden oder vollelektrisch (insofern eine entsprechende IKT-Lösung für das Förderverfahren vorliegt). Bei Ablehnung des Antrags wird dies dem Antragsteller durch den Bescheid mitgeteilt und infolgedessen werden auch keine Fördermittel an diesen ausbezahlt. Der Prozess endet für diese Antragsteller somit an dieser Stelle. Hingegen erhalten Antragsteller, deren Antrag durch die Antragsbearbeitung freigegeben wurde, einen positiven Bescheid und bekommen die entsprechenden Fördermittel zugewiesen und ausbezahlt.
4. Prüfung des Verwendungsnachweises: je nach Förderverfahren ist es notwendig, dass die Antragsteller mit einem positiven Bescheid nach Verwendung der Fördermittel einen Nachweis an die zuständige Behörden übermitteln. Dieser Nachweis wird daraufhin von Sachbearbeitern geprüft.
Ein Beispiel für einen solchen Förderprozess stellt die umlagefinanzierte Ausbildungsfinanzierung (siehe auch Umlage und Umlageverfahren) dar, bei der Ausbildungsaktivitäten dualen Berufsausbildungssystemzu einem großen Teil direkt durch die Arbeitgeber getragen werden. Weitere Beispiele sind Altenpflegeumlagen der Länder Nordrhein-Westfalen, Rheinland-Pfalz, Niedersachsen und Thüringen. Die Altenpflegeumlagen wurden laut Urteil des Bundesverfassungsgerichts vom 17. Juli 2003 als zulässige Sonderabgaben qualifiziert.

## Fördercontrolling
Förderbereichsübergreifend wird über den gesamten Förderprozess meist ein so genanntes Fördercontrolling aufgesetzt. Ziel des Fördercontrollings ist es, die ausbezahlten Fördergelder statistisch aufzubereiten, wodurch das jeweilige Förderverfahren gesteuert werden kann. Ein Fördercontrolling bietet damit ein Monitoring spezifischer Kennzahlen für die jeweiligen Förderprogramme und weiteren, förderprogrammspezifischen Kennzahlen. Dadurch können auch zentrale, ressortübergreifende Aspekte bei Förderprogrammen, wie z. B. ressortübergreifende Auswertungen und Analysen, betrachtet werden. Ein weiterer Schwerpunkt des Fördercontrollings ist die wirkungsorientierte Betrachtung von Förderprogrammen. Mithilfe von Evaluierungen können Förderungen hinsichtlich ihrer Wirkung, Effizienz sowie Nutzen auf Basis der gewonnenen Daten analysiert werden.

## Umsetzung des Förderprozessmanagement mithilfe von IKT-Lösungen
Heutzutage bestehen in der öffentlichen Verwaltung bereits etliche Fachverfahren zum Thema Förderprozessmanagement. Dabei werden sowohl Antragstellung als auch der Versand der Bescheide noch größtenteils mittels Papierpost realisiert oder durch proprietäre, nicht barrierearme und weniger leicht zu bedienende Lösungen unterstützt. Dadurch kann momentan das Umsetzen von Förderverfahren in der öffentlichen Verwaltung nur erschwert und mit relativ hohen Aufwänden durchgeführt werden. Der Einsatz von IKT kann hierbei helfen, das Förderprozessmanagement zu vereinfachen. Mithilfe von IKT-Lösungen können sowohl die Bescheidberechnung als auch -generierung erfolgen. Dadurch können beispielsweise auch erhobene Umlagen nach einem auf den Meldungen basierenden Verfahren vollelektronisch errechnet und an die antragstellenden Personen und Organisationen ausgeschüttet werden. Zudem kann der Versand des Bescheids digital erfolgen. Parallel zu diesen Bescheidprozessen bieten moderne IKT-Lösungen auch die Möglichkeit, das Fördercontrolling zu etablieren. Zudem erleichtern digitale Lösungen die Kommunikation mit den jeweilig beteiligten Personen und Organisationen.